# Kang Bongcshil
Kang Bongcshil (hangul: 강봉칠, handzsa: 姜鳳七, RR: Kang Bong-Chil; 1943. november 7. –) észak-koreai válogatott labdarúgó.
Az észak-koreai válogatott tagjaként részt vett az 1966-os világbajnokságon.